# Malawimonas
Malawimonas là một chi của ngành Loukozoa, có thể là chị em của Podiata.

## Loài
Các loài bao gồm:
- Malawimonas californiana
- Malawimonas jakobiformis O'Kelly & Nerad 1999